# Jože Bohinjec
Jože Bohinjec, slovenski zdravnik internist, hematolog * 31. maj 1923, Ljubljana, † 3. december 2021

## Življenje in delo
Študij medicine je končal 1949 na ljubljanski Medicinski fakulteti, se 1954 specializiral iz interne medicine in 1972 doktoriral iz medicinskih znanosti. Leta 1979 je bil izvoljen za rednega profesorja Medicinske fakultete v Ljubljani. Zaposlen je bil na Interni kliniki Medicinske fakultete v Ljubljani, kjer je od 1966 vodil hematološko službo. Vmes je v letih 1961−64 vodil interni oddelek glavne vojaške bolnišnice v Adis Abebi. Leta 1978 je organiziral samostojno hematološko kliniko Univerzitetnega kliničnega centra Ljubljana. Profesor Bohinjec je utemeljitelj slovenske hematologije kot samostojne klinične stroke. Napisal je dva učbenika ter sam ali v soavtorstvu več strokovnih in znanstvenih člankov, objavljenih tako doma kot tudi v tujini. Umrl je v 99. letu starosti. 
Poročen je bil z Matejo Bohinjec, prav tako profesorico na MF, ustanoviteljico laboratorija za ugotavljanje tkivne skladnosti med darovalcem in prejemnikom (1969; zdaj Center za tipizacijo tkiv pri Zavodu RS za transfuzijsko medicino). 